# Роза (лунный кратер)
Кратер Роза (лат. Rosa) — маленький одиночный ударный кратер в горном массиве между Океаном Бурь и Морем Дождей на видимой стороне Луны. Название дано по испанскому женскому имени и утверждено Международным астрономическим союзом в 1976 г

## Описание кратера

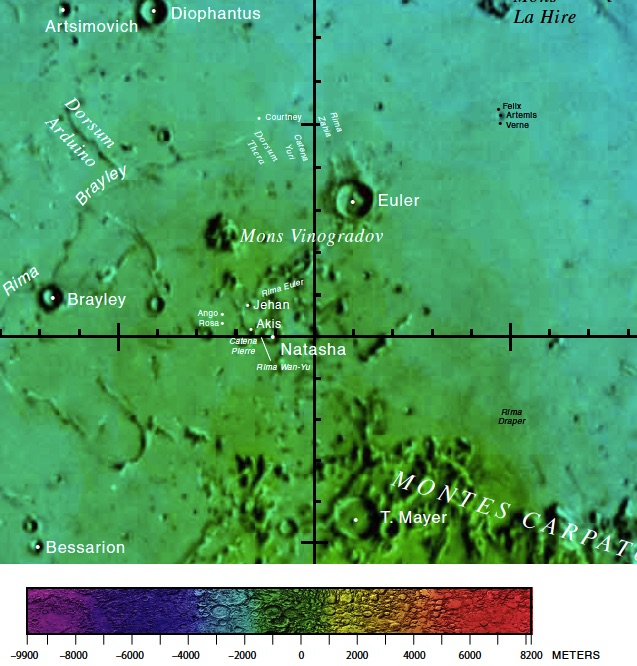
Окрестности кратера Роза. Фрагмент карты видимой стороны Луны.

Ближайшими соседями Роза являются кратеры Анго на севере; Джехан на северо-востоке и Акис на востоке-юго-востоке. На севере от кратера находится пик Виноградова, на северо-востоке борозда Эйлера, на юго-востоке борозда Ван-Ю и цепочка кратеров Пири. Селенографические координаты центра кратера 20°19′ с. ш. 32°18′ з. д. / 20,31° с. ш. 32,3° з. д., диаметр 820 м, глубина 130 м.
Кратер имеет циркулярную чашеобразную форму. Высота вала над окружающей местностью составляет 40 м, объем кратера приблизительно 0,04 км³.

## Сателлитные кратеры
Отсутствуют.